# Rue Tête-de-Bœuf
La rue Tête-de-Bœuf est une rue piétonne du centre de Liège reliant le rue du Pot d'Or à la rue Pont d'Avroy.

## Toponymie
Dès le dès le début du XVe siècle, une tête de bœuf était l'enseigne d'un débit de bières, la Brassinne del Teste de Bouffe. On ignore si ce bâtiment, la deuxième maison à gauche en entrant par la rue Pont d'Avroy, disparut lors de l'incendie de la ville en 1648. 
Au moyen-âge, la rue Tête-de-Boeuf a eu différentes dénominations, telles que Henri de Lavoir, de l'Étuve, de la Sirène ou encore rue des Coquins. Les Coquins étaient des mendiants qui étaient hébergés dans un hôpital près de l'église Saint-Christophe, de l'autre côté de l'ancien  bras de la Sauvenière.

## Description
Cette ancienne rue étroite, plate et pavée fait partie du Carré. Dans les années 1980, elle est aménagée en zone piétonne. Elle compte plusieurs cafés et restaurants. Avec une longueur de 95 mètres, c'est la rue la plus courte du Carré.

## Patrimoine
- nos 1, 14 et 17 : immeubles datant vraisemblablement du XVIIIe siècle.
- no 8 : maison de la fin du XVIIe siècle.
- no 2 : au fond d'une cour pavée, hôtel particulier érigé au XVIIe siècle en brique avec encadrements des baies en pierre calcaire comprenant une tourelle d'un diamètre d'un quart de cercle[3].

## Voies adjacentes
- Rue du Pot d'Or
- Rue des Célestines
- Rue Pont d'Avroy